# Штакельберг, Карл Адам фон
Барон (с 1714) Карл Адам фон Штакельберг (швед. Carl Adam von Stackelberg; 8 мая 1669, Сааремаа — 1749, Сааремаа, Лифляндская губерния) — шведский военачальник, генерал-лейтенант.

## Биография

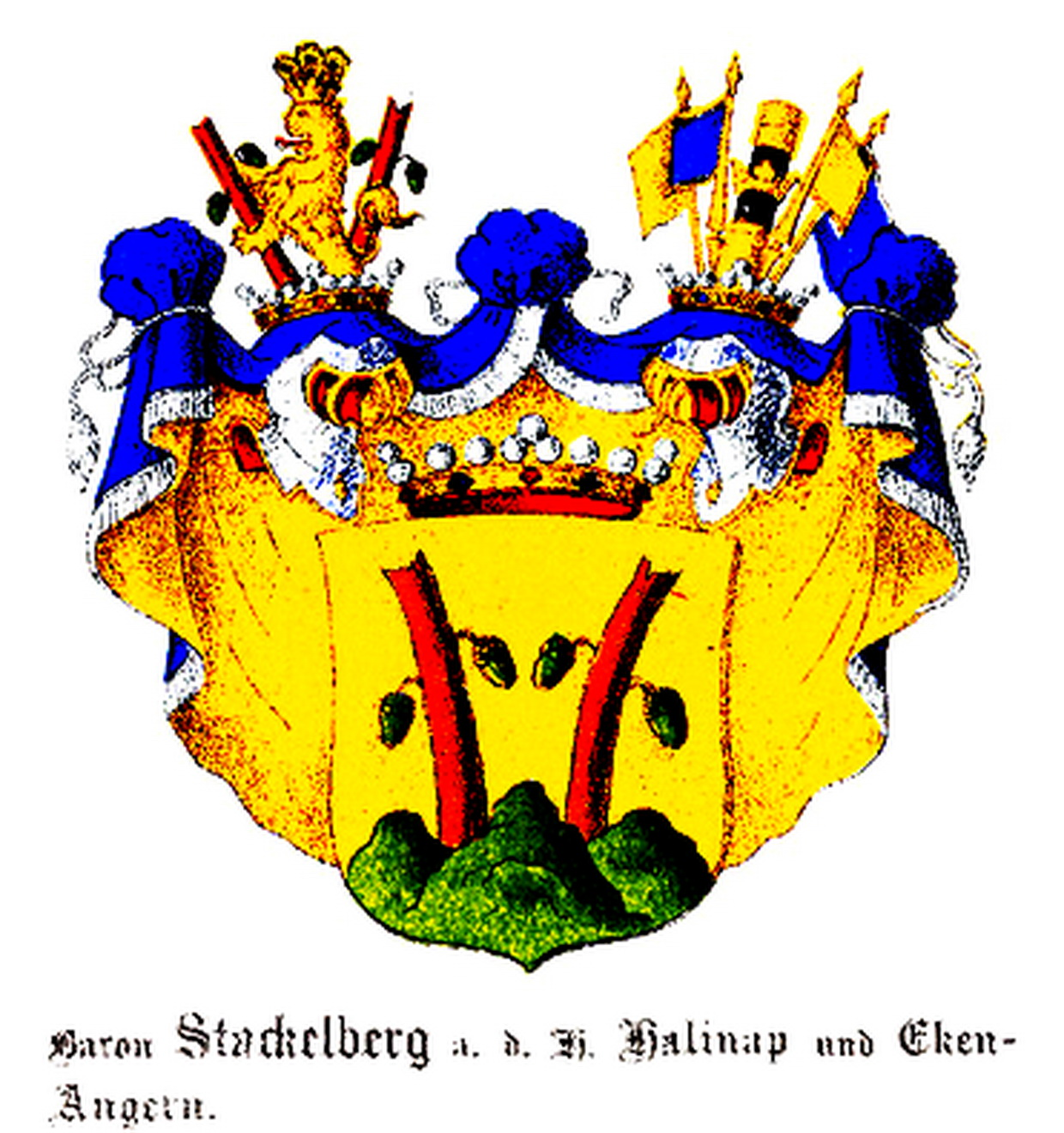
Герб Штакельбергов.

Представитель остзейского немецкого рода Штакельбергов. Родился в 1669 году в поместье на острове Эзель (ныне — Саарема, Эстония) в семье шведского окружного администратора, управлявшего Эзелем, Маттиаса фон Штакельберга и его жены Ингеборги Груббе.
В 1686 году, в возрасте 17 лет, Штакельберг поступил на службу в шведскую армию. В 1687 году в Риге он был произведён в прапорщики (фендрики) и зачислен в Остроботнийский пехотный полк. В том же году был повышен до лейтенанта.
К началу Северной войны Штакельберг был подполковником того же полка, который в 1701 году был переброшен в Ливонию. В следующие два года Штакельберг неоднократно отличился храбростью в бою, за что был повышен до полковника и полкового командира. 
В 1710 году Штакельберг был произведён в генерал-майоры и назначен комендантом крепости Динамюнде поблизости от Риги, которую он был вынужден в том же году сдать русским войскам фельдмаршала Б. П. Шереметева. Гарнизону было разрешено сохранить оружие и знамена. Штакельберг вернулся в Швецию, где какое-то время находился в отпуске по состоянию здоровья.
В 1712 году он был назначен комендантом контролируемого шведами ганзейского города Штаде. В том же году город подвергся месячной осаде союзных России датских войск. Спустя месяц Штакельберг вынужден был сдаться в датский плен вместе со всем гарнизоном. 
Однако, уже вскоре он вернулся из плена и служил в армии шведского фельдмаршала Магнуса Стенбока, отступавшей под напором датчан на север Германии в направлении прибрежной крепости Тённинг. В Тённинге шведы были блокированы датчанами, и Штакельберг вместе со всем гарнизоном сдался в плен в третий раз, став одним из старших военачальников, подписавших акт о капитуляции вслед за Стенбоком. Однако и в этот раз генерал Штакельберг  пробыл в плену недолго. 
После возвращения в Швецию, Штакельберг получил от шведского короля баронский титул, был произведён в генерал-лейтенанты направлен служить в город Штральзунд. В Штральзунде история полностью повторилась: город был осаждён немецкими войсками, гарнизон капитулировал, Штакельберг попал в плен (но уже в 1716 году бежал из плена). 
За пять лет Штакельберг принимал деятельное участие в четырёх капитуляциях четырёх разных шведских крепостей перед армиями трёх различных стран (один раз России, два раза Дании и один раз — Саксонии). 
Вернувшись в Швецию, Штакельберг служил в штабе Карла XII и принял участие в осаде датского города Фредриксгальда (ныне — Норвегия), по традиции неудачной. После этого Карл XII решил больше не рисковать и назначил Штакельберга комендантом второстепенной крепости Аренсбург (ныне — Курессааре) на его родном острове Эзель (Саарема). 
После того, как по условиям мирного договора, которым окончилась Северная война, Швеция уступила России Эзель, Штакельберг в 1723 году вышел в отставку со шведской военной службы и вернулся в своё эзельское поместье.
Карл Адам фон Штакельберг скончался на Эзеле в 1749 году. Его потомки состояли на русской службе.

## Семья
Тесные родственные связи существовали между генералом Карлом Адамом фон Штакельбергом и его коллегой Иоганом Адольфом Клодтом фон Юргенсбургом (1658—1720). Штакельберг был женат четыре раза, из них первый раз — на родственнице жены генерала Клодта Софии Елизавете фон Ливен, второй раз — на его родной сестре Хедвиге Ингеборге Клодт фон Юргенсбург, четвёртый раз — на вдове, Юлиане Кристине Клодт фон Юргенсбург, урождённой графине Бонде. Родственные связи третьей жены генерала Штакельберга, Ульрики Элеоноры фон Альбедиль, с бароном Клодтом по источникам не прослеживаются.
В четырёх браках генерал Штакельберг имел в общей сложности 11 детей. Часть его сыновей состояли (по крайней мере, сначала) на шведской, а часть — на русской службе.